# على كيفك (فلم)
فيلم مصري من إنتاج العام 1952  وهو أول إنتاج سينمائي للفنانة الراحلة ليلى فوزي.

## قصة الفيلم
شاب يحتفل يبوم زفافه، ويفاجأ في هذه الليلة بأن ينسب له طفل مجهول، ويحضر جد الطفل يوم زفافه ويطلب منه أن يتزوج ابنته بعد أن اعتدى عليها، يفاجأ الشاب بهذا الإدعاء وهو بريء منه، ويحاول الشاب أن يعثر على طريقة لتصدقه عروسه.

## فريق العمل
قصة وسيناريو وحوار: أبو السعود الإبياري
إخراج: حلمي رفلة
مخرج مساعد: عاطف سالم
كلمات الاغاني: فتحي قورة ، مأمون الشناوي
ألحان: أحمد صدقي، عزيز عثمان، عزت الجاهلي، أحمد صبره

## بطولة
ليلى فوزي
محسن سرحان
نجاح سلام
تحية كاريوكا
اسماعيل ياسين
عزيز عثمان
عبدالفتاح القصري
وداد حمدي
قراصيا إبراهيم
جمالات زايد